# Nick Malai
Nikolaos „Nick“ Malai (* 9. April 1987) ist ein in Griechenland lebender albanischer Poolbillardspieler.

## Karriere
Im Februar 2008 gelang Malai bei den French Open erstmals der Einzug in die Finalrunde eines Euro-Tour-Turniers. In der Runde der letzten 32 schied er jedoch gegen den Schweden Marcus Chamat aus. Nachdem er 2010 bei seiner ersten EM-Teilnahme nicht über den 49. Platz im 9-Ball hinaus gekommen war, erreichte Malai bei der Europameisterschaft 2011 das Achtelfinale im 9-Ball und unterlag dort dem späteren Europameister Nick van den Berg mit 3:9.
Im Januar 2012 wurde Malai bei den Paris Open Dritter. Bei der EM 2012 erreichte er das Halbfinale im 9-Ball und verlor dort mit 6:9 gegen den späteren Europameister Francisco Díaz-Pizarro. Im Juli 2012 nahm Malai erstmals an der 9-Ball-Weltmeisterschaft teil und zog in die Runde der letzten 64 ein, in der er gegen Ralf Souquet ausschied. Im September 2012 erreichte er bei den China Open den 17. Platz.
Einen Monat später kam er bei den North Cyprus Open erstmals bei einem Euro-Tour-Turnier über die Runde der letzten 32 hinaus. Nach Siegen gegen Daryl Peach, Jasmin Ouschan und Dominic Jentsch gelang ihm schließlich der Einzug ins Finale, in dem er den Österreicher Albin Ouschan mit 9:5 besiegte.
Im April 2013 gewann er bei der Europameisterschaft die Bronzemedaille im 10-Ball, nachdem er im Halbfinale mit 4:8 gegen den Russen Konstantin Stepanow verloren hatte. Bei der 9-Ball-WM 2013 erreichte er die Runde der letzten 64 und schied dort mit 9:11 gegen John Morra aus. Im Februar 2015 gelang ihm bei den Italian Open zum zweiten Mal auf der Euro-Tour der Einzug ins Finale, in dem er dem Niederländer Niels Feijen mit 2:9 unterlag.